# 受益人
《受益人》（My Dear Liar）是一部由大鹏、柳岩和张子贤主演，申奥执导、宁浩监制的中国黑色喜剧电影，2019年11月8日在中国上映。赢得第33届金鸡奖最佳导演处女作。

## 剧情
讲述钟振江为了弥补挪用公司资金的缺口，以及吴海为了给患病儿子赚取手术所需的费用，作为好哥们的两人联合起来让吴海跟网络女主播淼淼结婚，最终以利用设计好的女方之死来骗取保险赔偿金的犯罪喜剧故事。

## 角色
| 演員   | 角色   | 介紹       |
| 大鹏   | 吴海   | 代驾司机   |
| 柳岩   | 淼淼   | 网络女主播 |
| 张子贤 | 钟振江 |            |

## 制作
申奥是宁浩“坏猴子72变电影计划”继路阳（《绣春刀II：修罗战场》）、文牧野（《我不是药神》）后，推出的第三位新人导演，本片是申奥的长片处女作。影片在重庆取景拍摄。

## 奖项
第33届中国电影金鸡奖
- 最佳导演处女作奖
- 最佳男主角提名-大鹏
- 最佳女主角提名-柳岩
- 最佳剪辑提名-周肖林
- 最佳美术提名-杜光宇